# Misty Keasler
Misty Keasler (nascida em 1978) é uma fotógrafa americana.
O seu trabalho está incluído na colecção do Museu de Arte Moderna de Fort Worth, do Museu de Arte de Dallas e do Museu de Belas Artes de Houston.